# Manduca scutata
Manduca scutata is een vlinder uit de familie van de pijlstaarten (Sphingidae). De wetenschappelijke naam van de soort werd in 1903 gepubliceerd door Lionel Walter Rothschild & Heinrich Ernst Karl Jordan.

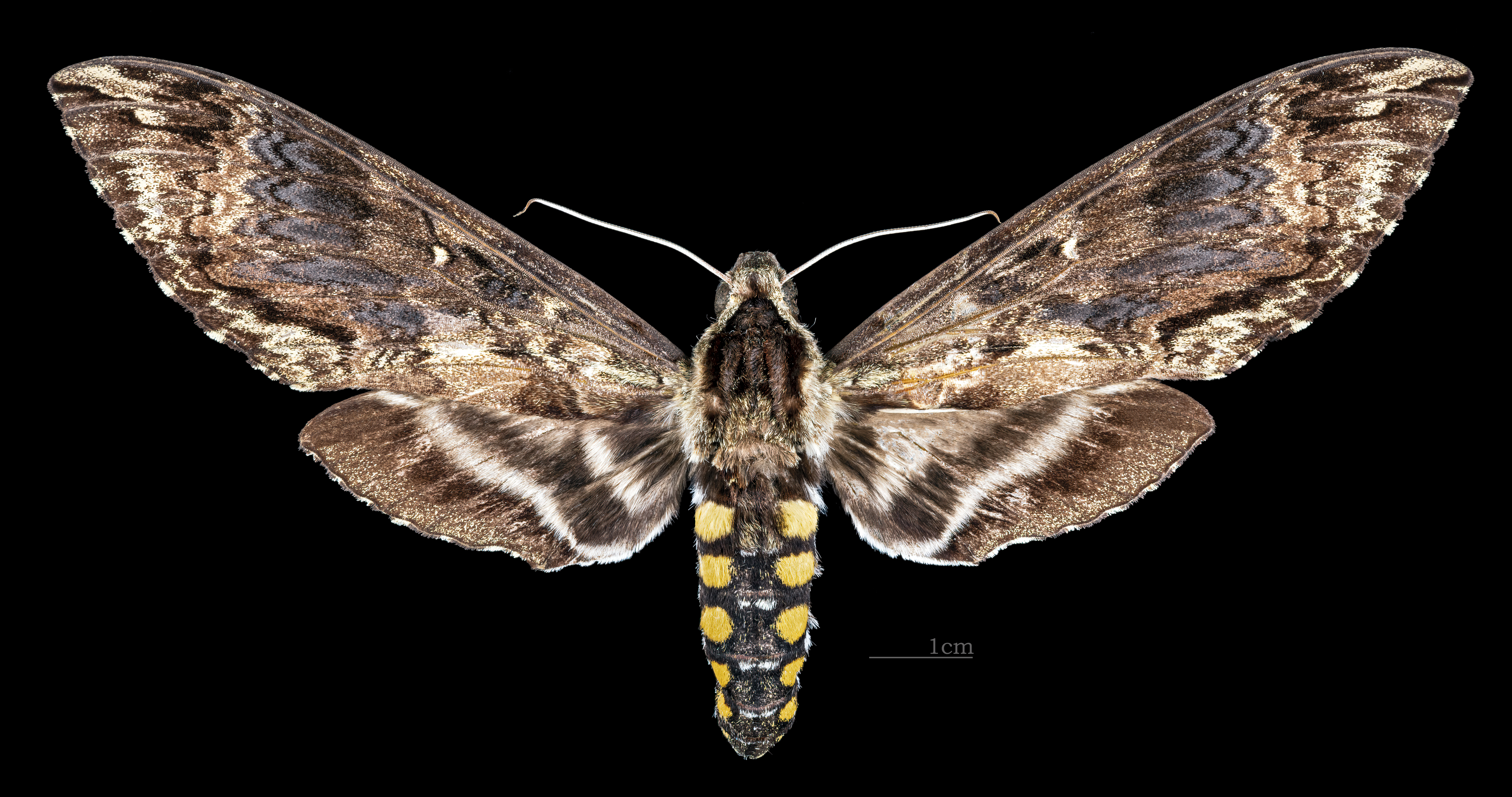
Manduca scutata  ♀
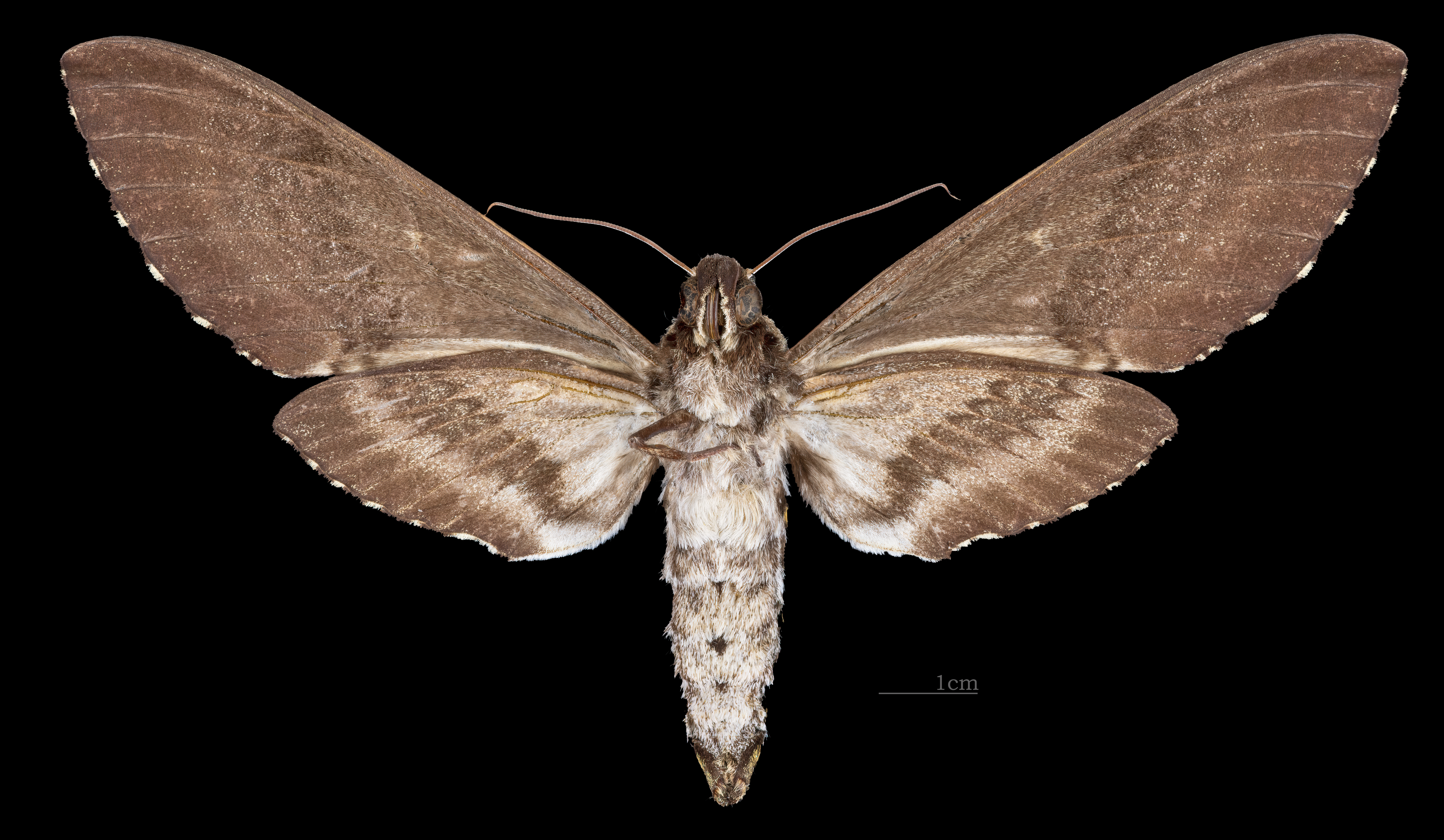
Manduca scutata  ♀ △